# Grüttefiensches Haus

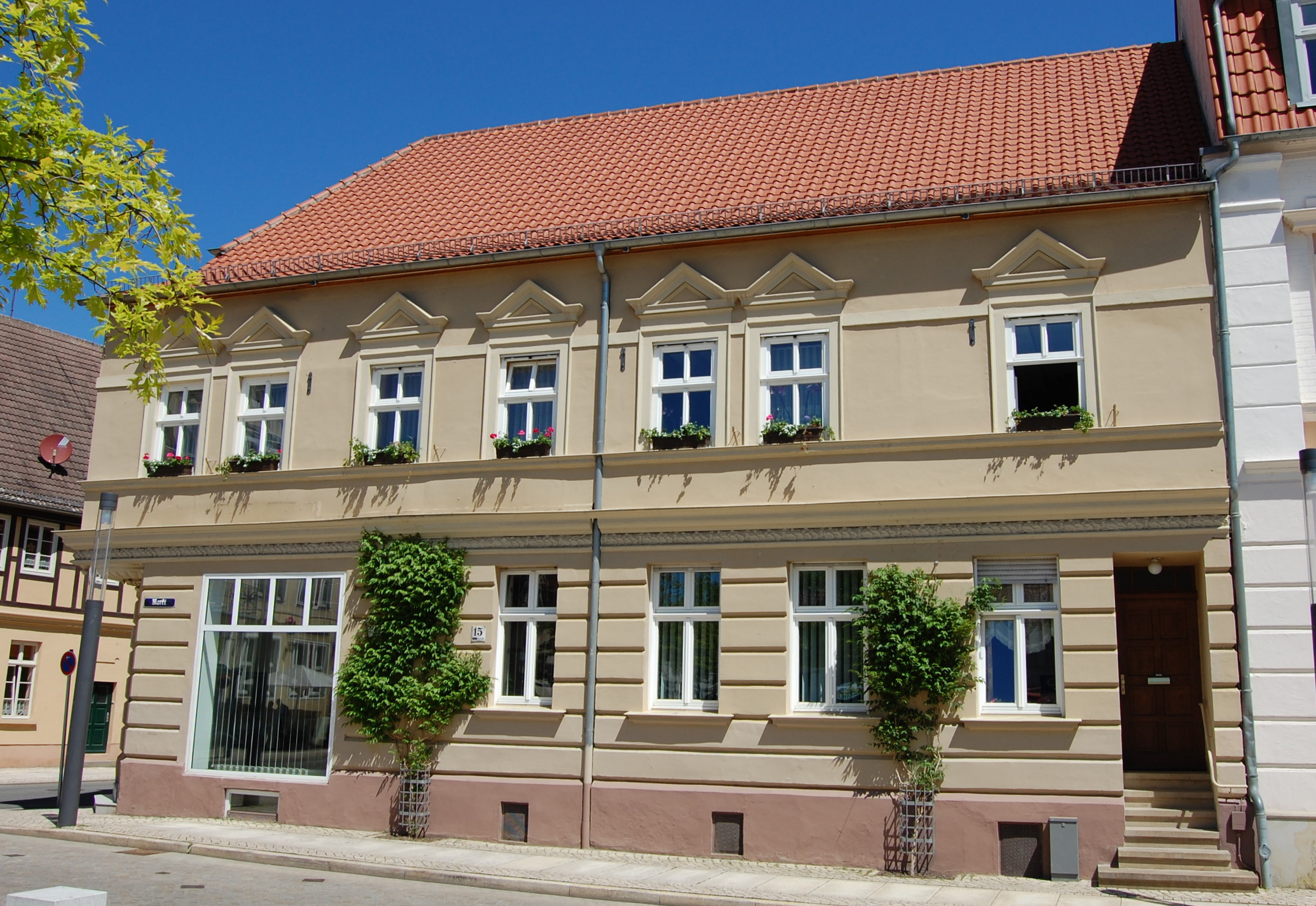
Grüttefiensches Haus

Das Grüttefiensche Haus ist ein denkmalgeschütztes Gebäude in Haldensleben in Sachsen-Anhalt.
Das Haus befindet sich an der nordwestlichen Ecke des Marktplatzes an der Adresse Markt 15.

## Geschichte und Architektur
In seiner Kernsubstanz geht das zweigeschossige Gebäude bis auf die Zeit des Barock zurück. Seine heutige Gestaltung stammt vom Anfang des 20. Jahrhunderts. Bedeckt wird das Haus von einem Krüppelwalmdach. Die Fassade ist neoklassizistisch und wird von Gesimsen, Fenstergiebeln und Putzrustika gegliedert. Das Gebäude gilt als Beispiel für die Neugestaltung alter Häuser im Zuge der Umgestaltung des Marktplatzes.